# Mohammad Hatta
Mohammad Hatta (12 tháng 8 năm 1902 - 14 tháng 3 năm 1980) là phó tổng thống đầu tiên của Indonesia, sau này cũng làm thủ tướng của đất nước này. Được biết đến như là "người tuyên ngôn", ông và một số người Indonesia, bao gồm cả tổng thống đầu tiên của Indonesia, Sukarno, đã chiến đấu cho nền độc lập của Indonesia khỏi Hà Lan. Hatta sinh ra ở Fort De Kock, Tây Sumatra, Đông Ấn Hà Lan (nay là Indonesia). Ông học ở Hà Lan từ năm 1921 cho đến năm 1932. Sau đó ông học tại các trường học của Hà Lan tại Đông Ấn Hà Lan.
Mohammad Hatta thường được nhớ đến như Bung Hatta ("bung" xuất phát từ "Abang", một danh hiệu trìu mến có nghĩa là "anh trai", dùng để chỉ những người quen biết nam gần hoặc nhân vật cha).